# Alix de Brabant
Ne pas confondre avec Adélaïde de Brabant (Alix, Aleyde), comtesse de Boulogne (c. 1190 - 1265) ni avec Aleyde de Brabant (c. 1233 - 1273), duchesse de Bourgogne.

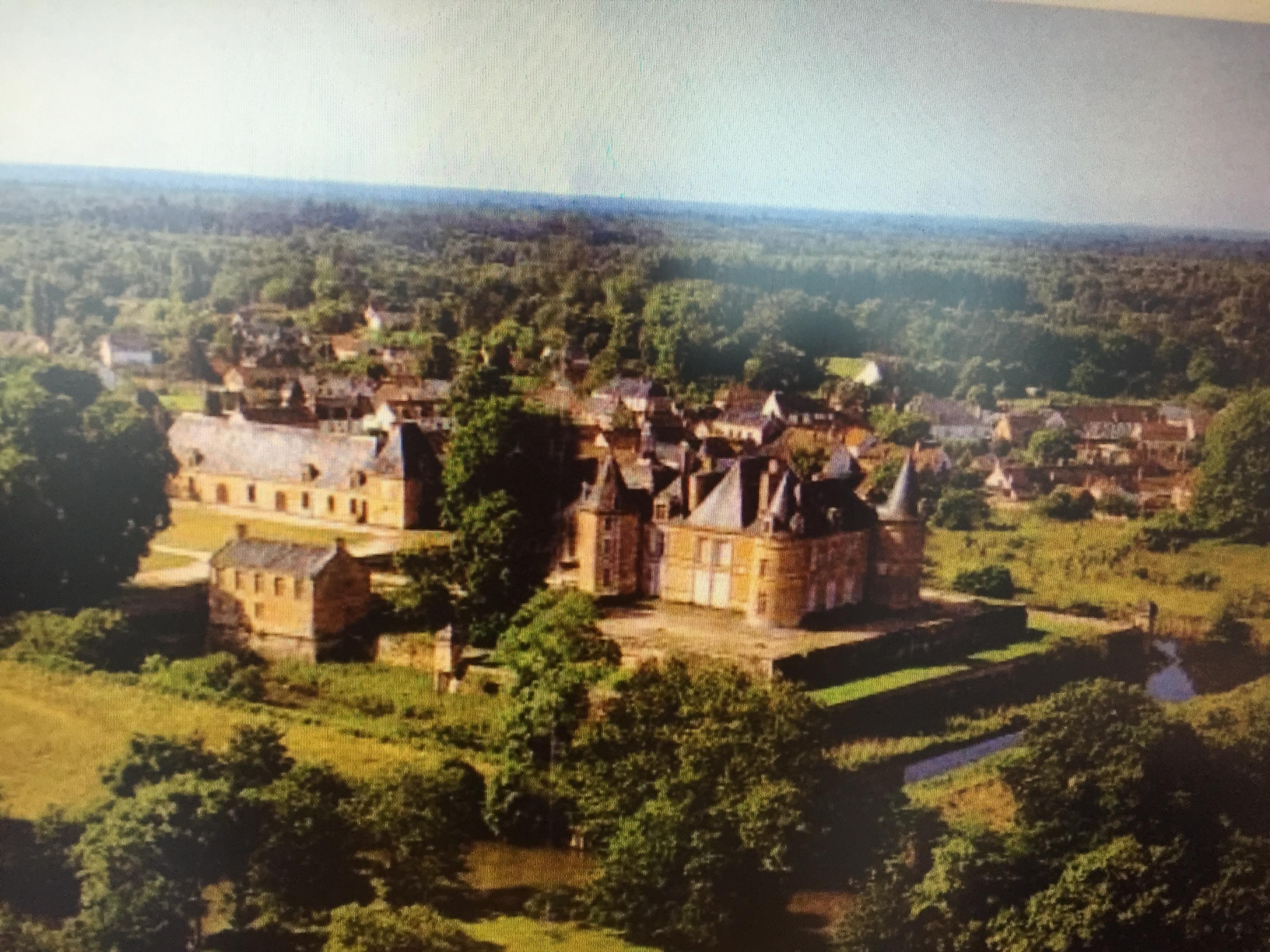
Le château de la Ferté-Imbault, reconstruit aux, sur les ruines de la motte artificielle où se situait la forteresse des seigneurs de Vierzon. Alix de Brabant en hérite et fait rentrer la forteresse dans la Maison d'Harcourt.

Alix de Brabant, née vers 1285 et morte en 1315, fille de Godefroy d'Aerschot, petite-fille du duc de Brabant Henri III, nièce de la reine Marie, épouse du roi de France Philippe III le Hardi, devient en 1302 l'épouse de Jean III d'Harcourt, un puissant seigneur du duché de Normandie.

## Biographie

### Origines familiales et formation
Son père, Godefroy d'Aerschot (?-1302), est le fils d'Henri III de Brabant (1231-1261) et d'Adélaïde de Bourgogne (1233-1273).
Sa mère est Jeanne Isabeau de Vierzon, qui a épousé Godefroy en 1277. 
Elle est le quatrième enfant de la fratrie, l'aîné, Jean, étant né en 1281.
Héritière de la Maison de Vierzon, Alix porte le titre de dame de Mézières-en-Brenne et tient le château de La Ferté-Imbault (actuel Loir-et-Cher, en Sologne), qu'elle apporte en dot à son époux.

### Mariage et descendance
Elle épouse en 1302 Jean III d'Harcourt (?-1329), seigneur d'Harcourt, mais aussi vicomte de Châtellerault, baron d'Elbeuf.
De ce mariage naissent :
- Jean IV d'Harcourt, premier comte d'Harcourt (mort en 1347 à la bataille de Crécy) ;
- Louis d'Harcourt, vicomte de Saint-Paul, seigneur de Montgommery ;
- Geoffroy d'Harcourt (mort en 1356), vicomte de Saint-Sauveur (qui passe en 1345 au service du roi d'Angleterre et participe à la bataille de Crécy) ;
- Marie d'Harcourt, épouse de Jean II de Clère ;
- Isabeau d'Harcourt, épouse de Jean II de Brienne, vicomte de Beaumont et de Ste-Suzanne ;
- Alix d'Harcourt, épouse d'André, seigneur de Chauvigny et de Châteauroux (tué en 1356 à la bataille de Poitiers) ;
- Blanche d'Harcourt, épouse d'Hugues Quieret, seigneur de Tours-en-Vimeu (amiral de France, sénéchal de Beaucaire et de Nîmes, mort lors d'un combat naval contre les Anglais en 1340).

Morte en 1315, elle est inhumée en Touraine, dans la collégiale Sainte-Marie-Madeleine du château de Mézières qu'elle a fondée en 1333.